# Kasteel van Hayes
Het Kasteel van Hayes (Frans: Château de Hayes) is een kasteel in de Franse gemeente Hayes. Het kasteel is een beschermd historisch monument sinds 2004.